# Dschemal Georgijewitsch Silagadse
Dschemal Georgijewitsch Silagadse (russisch Джемал Георгиевич Силагадзе; * 23. April 1948 in Sotschi; † 13. Mai 1991 in Pskow) war ein sowjetischer Fußballspieler und -trainer.

## Leben und Karriere
Dschemal Silagadse wurde 1948 im südrussischen Sotschi am schwarzen Meer geboren. Bis 1964 spielte er bei seinem Heimatverein Stroitel Sotschi, wurde dann aber von Spartak Kostroma verpflichtet, wo er bis 1967 blieb.
Anschließend wurde der sowjetische Rekordmeister Spartak Moskau auf Silagadse aufmerksam und verpflichtete diesen zur Saison 1968. Bei den Moskowitern hatte der seine erfolgreichste Zeit, 1969 wurde er sowjetischer Meister und gewann 1971 mit seiner Mannschaft auch den sowjetischen Pokal.
1972 wechselte er zu Torpedo Kutaissi, die damals in der Perwaja Liga, der zweiten sowjetischen Liga, spielten. Nach nur einem Jahr kehrte er noch einmal in die Wysschaja Liga zu Spartak Moskau zurück, war jedoch hauptsächlich Reservespieler und kam in der ganzen Saison nur auf neun Einsätze in der Liga. Daraufhin ging Silagadse im Folgejahr zu Spartak Kostroma zurück, wo er bereits zwischen 1965 und 1967 gespielt hatte. Nach nur einer Saison verließ er aber auch diesen Verein und wechselte zu Iskra Smolensk in die dritte Liga, die Wtoraja Liga. Dort blieb er bis 1981 und beendete anschließend seine aktive Karriere.
Als Trainer übernahm Silagadse noch 1981 seinen alten Verein Iskra Smolensk, verließ diesen aber schon wieder nach kurzer Zeit. Von 1986 bis 1987 betreute er den FK Metallurg Lipezk, 1988 war er Trainer bei Baltika Kaliningrad. 1989 übernahm er den Trainerposten bei Elektrotechnika Saransk, bevor er 1990 wieder von Iskra Smolensk verpflichtet wurde. 1991, noch als Trainer bei Smolensk, starb er bei einem Verkehrsunfall.